# Kecamatan Sultan Daulat
Kecamatan Sultan Daulat (indonesiska: Sultan Daulat) är ett distrikt i Indonesien.   Det ligger i provinsen Aceh, i den västra delen av landet, 1 400 km nordväst om huvudstaden Jakarta.